# Септембарски масакри
Септембарски масакри је термин којим се описује талас убистава у Паризу од 2. до 7. септембра 1792. године. Део су Француске револуције.

## Увод
Последњих шест недеља постојања Скупштине (10. август – 20. септембар 1792) обележио је њен сукоб са револуционарном Париском комуном. Комуна је наметала своју вољу и приморала је Скупштину да призна Конвент. Поред Комуне и Скупштине, трећи носилац власти било је Извршно веће. Њиме је доминирао вођа кордиљера, Жорж Дантон. Дантонова улога 10. августа је нејасна, али од тада његов утицај нагло расте. Изабран је за министра правде. Дантон у департмане шаље комесаре (биране из редова револуционара од 10. августа). Они делују револуционарно; хапсе сумњиве, чисте власти, приморавају свештенство да положи заклетву под претњом депортовања у Гвајану, врши кућне преметачине. Постепено се уводи ванредно стање.

## Масакри
Врхунац овог „првог терора“ Француске револуције представља септембарски покољ. Комуна разоружава сумњивце и наоружава добровољце; исковала је 30.000 копаља. Жирондинци разматрају да напусте Париз. У кућним преметачинама 30. августа ухапшено је и приведено 3000 сумњивих. Три дана касније, 2. септембра, у Париз стиже вест да је Верден опседнут. Јача мисао о могућности издаје. Истог дана, послеподне, марсељски и бретонски федералци побили су непокорне свештенике. Група је потом кренула на затвор Кармес где су затвореници побијени. Исто је снашло и затворенике у Абеју. Убиства су следећег дана настављена у другим затворима. Страдало је укупно 11.000 затвореника, многи невини. Скупштина је била немоћна, а министар правде, Дантон, није учинио ништа да заштити затворе: рекао је: „Шта се мене тичу затвореници“. Важна последица септембарског покоља је и прелазак вођења матичних књига у руке државе. То је једна од првих мера одвајања цркве и државе. Црквена имања стављена су на продају. Републкиканци раскидају са уставним свештенством. На социјалном подручју, укидају се феудалне обавезе чак и оних који нису могли да се отплате.